# 内藤信民
内藤 信民（ないとう のぶたみ）は、江戸時代後期の大名。越後国村上藩の第8代藩主。官位は従五位下・豊前守、紀伊守。

## 略歴
信濃国岩村田藩主・内藤正縄の五男。幼名は千代松、初名は正民という。
万延元年（1860年）5月2日に遠縁に当たる越後村上藩主・内藤信思の養嗣子となる。文久3年（1863年）12月19日、14代将軍・徳川家茂に拝謁する。元治元年（1864年）1月27日、従五位下・豊前守に叙任する。後に紀伊守に改める。同年4月26日、信思の隠居により家督を継いだ。幕末期の動乱の中では終始、佐幕派として行動し、第二次長州征討においても功績を挙げている。
慶応4年（1868年）2月15日、病気を理由に重臣を上洛させる。同年3月、新政府に恭順を申し入れる。しかし、藩論を勤王にまとめることはできなかった。同年5月、村上藩は奥羽越列藩同盟に参加し、新政府と交戦状態となる。一時期は善戦したが、越後長岡藩が新政府軍によって破られ、村上藩が危機的状況に陥ると失意に陥り、7月11日（異説として7月16日）深夜、城内にて自殺した。享年19。墓所は新潟県村上市本町の光徳寺。
信民には嗣子がなかったため、後に信思の養嗣子・信美が跡を継いだ。また、信民が自殺したことで村上藩は大混乱となり、家老である佐幕派の鳥居三十郎が主導権を把握した。信民の死から1ヵ月後の8月11日、村上城は新政府軍によって落城している。

## 系譜
父母
- 内藤正縄（実父）
- 内藤信思（養父）